# Колісник Анатолій Андрійович
Анатолій Андрійович Колісник (1993—2022) — старший солдат Збройних Сил України, учасник російсько-української війни.

## Життєпис
Народився 13 жовтня 1993 року в селі Пристайлове Лебединського району Сумської області.
Військову службу проходив у 91 окремому Охтирському полку підтримки.
Загинув 26 лютого 2022 в районі міста Охтирка.

## Нагороди та вшанування
- Орден «За мужність» III ступеня[1].
- Почесний громадянин міста-героя Охтирки.